# 香港老人福利
香港老人福利是指香港特別行政區政府或慈善團體為65歲或以上香港市民提供的福利，社會福利署是統籌老人福利的官方機構。香港統計處進行人口普查時會把65歲及以上人士定義為長者（老人），在策劃長者服務時一般都以65歲及以上人士作為目標受眾，不過部分香港長者福利亦提供予60至64歲的人士。香港有不少老人福利在其他國家或地區是沒有為長者提供的，例如只興建予長者居住的公共房屋，香港房屋委員會對每位申請公屋後長者安排申請後三年內即獲分配一個市區公屋單位的承諾。香港政府每5元的公帑開支就有1元用在長者，在長者福利方面領先全球。
根據香港統計處的統計，2006年香港有852,594名65歲或以上的老人，佔總人口12.8%；至2016年統計處中期人口統計報告顯示香港有1,162,467名65歲或以上的老人，佔總人口比例增至16.6%。報告亦顯示10年間長者工作人口升幅逾倍，從2006年的59,256人增至2016年的125,177人，2016年長者工作人口的主要職業收入中位數是10,250港元，低於全港的15,000港元。但月入低於8,000元的低收入長者佔比則從2006年的56.9%減少逾倍至2016年的24.2%，估計這變化與最低工資實施有關；而特區政府在2015年發表的《香港貧窮情況報告2015》顯示65歲及以上長者的貧窮人口及貧窮率為31萬人及30.1%，但當中85.6%居於非綜援戶，其中17萬多長者稱沒有經濟需要。
隨着老年人口佔比持續增加，人口老化是香港社會一項中長期重大挑戰，預料將對社會福利開支和醫療系統構成龐大壓力。2014-15年度，用於長者社會保障福利和長者公營醫療服服務的開支便達241億和239億港元，長者醫療券亦佔7億港元。根據扶貧委員會發表的諮詢文件，預計2064-65年度長者開支，將從用於長者社會保障福利的增加2倍，至用於長者公共交通票價優惠、長者醫療券的4倍不等。

## 現時長者福利概覽
香港特別行政區政府社會福利署現時為65歲及以上市民提供的福利如下表所示，部分設有入息和資產審查。
| 福利                                 | 每月金額                                                   | 開始實施時間                       | 實施目的                                                                                       |
| ------------------------------------ | ---------------------------------------------------------- | ---------------------------------- | ---------------------------------------------------------------------------------------------- |
| 高齡津貼（俗稱「生果金」）           | 1,570港元                                                  | 1973年                             | 答謝長者多年來對香港社會的貢獻，表達「敬老」之意                                               |
| 普通長者生活津貼                     | 2,675港元                                                  | 2013年4月1日                       | 扶助貧困的長者                                                                                 |
| 高額長者生活津貼                     | 3,585港元                                                  | 2018年6月1日                       | 向較有經濟需要的長者提供一層高額的援助                                                         |
| 綜合社會保障援助計劃（簡稱「綜援」） | 視乎各申請人個案而定，長者綜援標準金額介乎3,375至6,095港元 | 1971年（前身「公共援助」計劃設立） | 向低收入的個人或家庭、殘疾人士或其他有需要人士提供經濟援助                                     |
| 高齡津貼廣東計劃                     | 1,570港元                                                  | 2013年10月1日                      | 為選擇移居廣東省，並符合申請資格的香港65歲或以上居民毋須每年回港，即可獲每月高齡津貼           |
| 高齡津貼福建計劃                     | 1,570港元                                                  | 2018年4月1日                       | 為選擇移居福建省，並符合申請資格的香港65歲或以上居民毋須每年回港，即可獲每月高齡津貼           |
| 長者生活津貼廣東計劃                 | 2,675/3,585港元                                            | 2020年1月1日                       | 為選擇移居廣東省，並符合申請資格的香港65歲或以上貧困的長者居民毋須每年回港，即可獲每月高齡津貼 |
| 長者生活津貼福建計劃                 | 2,675/3,585港元                                            | 2020年1月1日                       | 為選擇移居福建省，並符合申請資格的香港65歲或以上貧困的長者居民毋須每年回港，即可獲每月高齡津貼 |

以上福利除「綜援」外，在社會福利署社會保障政策下統稱為「公共福利金計劃」。
香港政府在2009年1月1日起實施為期3年的醫療券試驗計劃，初期只限年滿70歲持有有效香港身份證或豁免登記證明書之長者，每人每年獲發250元，其後分別加至500元和1000元。2014年開始醫療券金額增至每年2000元並維持至今（不包括屬一次發放性質的1000元醫療券金額）。2015年10月6日起港府推出試點計劃，供合資格長者使用醫療券支付香港大學深圳醫院指定科室提供之門診醫療護理服務費用。2017年7月1日起，領取醫療券合資格年齡亦涵蓋65至69歲人士。使用醫療券時，只需向任何已登記參與計劃的醫療服務提供者出示身份證或豁免登記證明書即可。
香港政府勞工及福利局亦在2012年6月28日開始推行長者及合資格殘疾人士公共交通票價優惠計劃，供65歲或以上長者、殘疾程度達100%的綜援計劃受助人，以及65歲以下傷殘津貼受惠人以每程2港元的票價優惠使用指定公共交通工具及服務，旨在鼓勵他們融入社區，建立關愛共融的社會。優惠計劃分數個階段實施，目前已經涵蓋大部分港鐵服務、大部分專營巴士和渡輪服務以及所有綠色專線小巴。享用優惠時，只需使用長者八達通或已登記「殘疾人士身分」的個人八達通即可。

## 發展歷程
早在1970年代，香港房屋協會便在葵涌祖堯邨興建全球首幢專為長者而設的住屋：松齡舍。
自1973年開始，香港政府每月會發放高齡津貼（俗稱「生果金」）予65歲或以上老人，70歲或以上老人更無需經入息審查，直接獲得高齡津貼；而在2013年，香港政府每月會發放相當於接近高齡津貼的2倍之長者生活津貼（簡稱「長生津」）予65歲或以上符合入息審查的老人。
由1992年開始，政府開始重視老人在社會的重要性，大力推行老人福利，除了推行俗稱生果金的高齡津貼外，更推行長者卡制度，65歲或以上長者可免費申請。長者卡持有人或持有效身分證明文件可以用半價乘搭地鐵、九鐵（已合併為港鐵，並已於2012年6月28日起，更可以用八達通以港幣二元乘搭一般路線）、巴士（由2012年8月5日起，更可以用八達通以港幣二元乘搭九巴、龍運巴士、城巴及新巴除機場「A」線及馬場路線以外的所有專利路線及於2013年3月3日起，更擴展至新大嶼山巴士）、的士小巴以及渡輪（老人可免費乘搭天星小輪，由2013年3月3日起，更可以用八達通以港幣二元乘搭其餘18條一般航線，不包括新渡輪豪華位）等公共交通工具（由2004年起，每年11月的第三個星期日長者日更可免費乘搭大部分相關公共交通工具），由2022年2月27日起，兩元乘車優惠更擴展至年滿60歲的市民，年滿60歲的市民可以向政府申請「樂悠卡」，手續費全免，涵蓋範圍伸展至紅色小巴、村巴及街渡，即可以每程兩元價錢乘坐香港所有本地及跨境各種海陸空公共交通工具。長者卡持有人亦可享有購物折扣以及優先享用政府服務。政府亦鼓勵或資助不同的交通工具提供長者優惠，例如年滿65歲人士在香港國際機場乘坐飛機時可獲豁免繳付飛機乘客離境稅及機場保安費，國泰航空亦有為長者提供票價優惠，是全世界少數設有長者優惠的航空公司。
香港政府於1997年成立安老事務委員會，向政府提供建議，制定安老政府，改善老人福利及提升其社會地位。在1997年主權移交中國後，日益注重老人福利的特區政府把大量資金投放在安老事務上，以設立更完善的長者福利制度。香港房屋協會及香港房屋委員會興建大量長者住屋，以低廉的價格售予老人，香港房屋委員會更豁免所有家庭成員為長者的住戶的公屋租金。同時，政府及社會各界人士亦大力資助香港多間老人服務組織，如由一群致力促進老人福利的社會人士所組成之香港長者安居服務協會等。
近年，有社會機構更推出了專為獨居老人而設的「平安鐘」，如有突發事件發生，老人可按動「平安鐘」求助，65歲或以上的獨居老人可免費使用此服務。
學校、社區中心亦鼓勵年青人服務老人。香港教育局亦要求中學生必須完成一定時數以長者為服務對象的義工服務，作為他們完成中學課程「其他學習經歷」單元的一部分，中學生需按教育局指示，定期探訪安老院、老人中心和獨居老人，並為長者裝修及打掃家居。
除了金錢上的福利，長者亦可以享有其他社會制度上的福利，例如長者在干犯大部分刑事罪行時，警方都不會對長者提出檢控，而只以警司警誡取代，即使長者因為干犯嚴重罪行入獄，他們亦毋須在監獄內工作。同時，香港的公共交通工具亦為長者提供專用座位甚至只限長者乘坐的專用班次，限制非長者乘客使用，亦容許長者優先登車。
除了妥善照顧香港本地長者，特區政府亦致力鼓勵外國長者或早年移居外地的港人來港退休，因此上述的老人福利大部分亦適用於非本港居民的65歲或以上人士，例如兩元乘車計劃，訪港的65歲或以上旅客可在到港後即場購買長者八達通亦可享用此等優惠。
在政府及社會各界全方面為老人提供福利，使香港的老人能夠過著安逸生活，使香港的長者明顯比其他年齡層的市民快樂，這一點在2016年香港城市大學的研究得以引證，香港每年僅有120名老人自殺，是全世界老人自殺率最低的城市。

## 外部連結
- 香港社會服務聯會 （页面存档备份，存于）
- 長者咭計劃（社會福利署） （页面存档备份，存于）
- 安老事務委員會 （页面存档备份，存于）